# 任國棟 (香港)
任國棟（英語：Yum Kwok-tung，1975年2月21日—），前香港九龍城區議會紅磡灣選區議員，前香港民主民生協進會副主席。
2003年香港區議會選舉落敗，2007年香港區議會選舉當選，2011年香港區議會選舉連任。2014年因參加佔中被捕。
2015年香港區議會選舉連任失敗。2017年加入民主黨。
2019年香港區議會選舉轉戰紅磡灣，並成功當選。
2021年9月，任國棟因在新宣誓要求下被裁定宣誓未被確認，即時離任區議員一職。

## 外部連結
| 議會席位      | 議會席位                                                 | 議會席位      |
| ------------- | -------------------------------------------------------- | ------------- |
| 前任： 葉志堅 | 九龍城區議會 紅磡選區區議員 2008年1月1日—2015年12月31日  | 繼任： 林德成 |
| 前任： 張仁康 | 九龍城區議會 紅磡灣選區區議員 2020年1月1日—2021年9月28日 | 繼任： 懸空   |